# 浩沙國際
浩沙國際有限公司，簡稱浩沙國際（英語：Hosa International Limited，港交所除牌前：2200.HK），在1996年，由施鴻雁家族、其他有關人士，以及晉江市深滬鎮華山村民委員會（已退股）共同創立。2007年成立
現時業務在中國內地經營設計及生產多元化的中高端運動服飾產品，包括水運動、瑜伽健身、運動內衣及配件，亦經營健身服務。而主要品牌為「浩沙」。現任主席為施洪流。
總部位於中國福建省晉江市深滬鎮華山工業區，該股份在2011年12月16日，於香港交易所主板上市，而在首天上市收盤報1.61港元，較招股價（1.6港元，發行股份為400,000,000股，集資額為570,000,000港元）漲幅為0.62%，而2011年6月中招股，該公司曾招股價為2.88港元至4.1港元之間，發行股份為400,000,000股，集資額為16.4億港元，但由於受到外圍市場惡化，故此需要暫時擱置計劃再作安排。

## 事件
2018年11月14日，浩沙品牌旗下浩沙健身南京地区所有门店突然关门，一堆烂账无人理，据报道该门店跑路，法人失联。而在2019年，北京的浩沙健身门店亦出现撤店潮，更出现了拖欠员工工资的情况。目前，浩沙官网已无法打开，现任董事长施洪流也被法院列为失信被执行人，浩沙集团的总部浩沙实业（福建）有限公司也被法院列为失信被执行企业。
2020年3月23日，港交所勒令浩沙國際除牌。香港聯交所點名譴責公司5名董事沒有履行《上市規則》下的責任。

## 外部連結
- Hosa.cn
- 浩沙健身